# Gouverneur général de l'État libre d'Irlande
Le gouverneur général de l'État libre d'Irlande (anglais : Governor-General of the Irish Free State, irlandais : Seanascal) est le représentant officiel du roi dans l'État libre d'Irlande de 1922 à 1936 dans le cadre de la monarchie irlandaise. Par convention, la charge de gouverneur général est en grande partie cérémonielle, le pouvoir exécutif étant principalement détenu par le président du Conseil exécutif. Néanmoins, la question est controversée, car de nombreux nationalistes irlandais considéraient l'existence de ce poste comme une atteinte aux principes républicains et un symbole de la participation continue de l'Irlande au Royaume-Uni, bien que le gouverneur général n'ait plus aucun lien avec le gouvernement britannique après le Statut de Westminster de 1931. Pour ces raisons, le Conseil exécutif, après avoir progressivement réduit son rôle, a profité de l'abdication d'Édouard VIII pour supprimer le poste de gouverneur général de l'État libre d'Irlande le 11 décembre 1936.

## Gouverneur général de l'État libre d'Irlande (1922-1936)
| No | Portrait | Titulaire                         | Mandat           | Mandat            | Roi                   | Président du Conseil                |
| No | Portrait | Titulaire                         | Début            | Fin               | Roi                   | Président du Conseil                |
| -- | -------- | --------------------------------- | ---------------- | ----------------- | --------------------- | ----------------------------------- |
| 1  |          | Tim Healy (1855-1931)             | 6 décembre 1922  | 31 janvier 1928   | George V              | William T. Cosgrave                 |
| 2  |          | James McNeill (1869-1938)         | 31 janvier 1928  | 1er novembre 1932 | George V              | William T. Cosgrave Éamon de Valera |
| 3  |          | Domhnall Ua Buachalla (1866-1963) | 27 novembre 1932 | 11 décembre 1936  | George V Édouard VIII | Éamon de Valera                     |